# Баранки (деревня)
Баранки (бел. Баранкі) — деревня в Каменецком районе Брестской области Белоруссии. Входит в состав Видомлянского сельсовета. Население — 13 человек (2019).

## География
Деревня Баранки находится в 7 км к юго-западу от города Каменец. Баранки стоят на левом берегу реки Лесная, севернее деревни расположен пруд местного рыбхоза. Деревня соединена местными дорогами с окрестными деревнями и шоссе Р83.

## История
Деревня известна с 1567 года как шляхетское имение помещицы Туровой в Берестейском повете Берестейского воеводства Великого княжества Литовского. В 1784 году принадлежала Иерониму Выгоновскому, который выстроил на деревенском кладбище униатскую церковь.
После третьего раздела Речи Посполитой (1795) Баранки в составе Российской империи, принадлежали Брестскому уезду Гродненской губернии.
В первой половине XIX века имение состояло из двух частей, Большие Баранки принадлежали Куранецким, Малые Баранки — Гутовским. Гутовские выстроили в своём поместье дворянскую усадьбу, включавшую в себя каменный усадебный дом, парк и ряд хозяйственных построек. После подавления восстания 1863 года оба поместья были конфискованы в царскую казну, а затем переданы российскому помещику Маслову.
Согласно Рижскому мирному договору (1921) деревня вошла в состав межвоенной Польши, где принадлежала Брестскому повету Полесского воеводства. В 1923 году здесь было 30 дворов и проживало 149 жителей. С 1939 года в составе БССР.
В послевоенное время усадебный дом бывшей усадьбы Гутовских и все хозпостройки были разобраны на стройматериал для колхозных построек. Сохранились фрагменты парка.

## Достопримечательности
- Фрагменты парка бывшей усадьбы Гутовских.
- Археологическое городище в 1 км от деревни[5].